# Haplinis taranakii
Haplinis taranakii là một loài nhện trong họ Linyphiidae.
Loài này thuộc chi Haplinis. Haplinis taranakii được A. David Blest miêu tả năm 1979.